# Festa di precetto
Nella Chiesa cattolica, una festa di precetto è un giorno in cui, come recita il Codice di diritto canonico, 
(Codice di diritto canonico, can. 1247)
(Codice di diritto canonico, can. 1248)
L'obbligo di partecipare alla Messa è uno dei cinque precetti generali della Chiesa, generalmente espresso con la formula catechistica «partecipare alla Messa la domenica e nelle altre feste comandate». Il precetto attua per i cattolici il terzo comandamento «Ricordati di santificare le feste».

## Chiese cattoliche orientali
Il Codice dei canoni delle Chiese orientali stabilisce le seguenti norme per le Chiese cattoliche orientali:
§2. Costituire, trasferire o sopprimere giorni di festa e di penitenza propri alle singole Chiese sui iuris, compete anche all'autorità a cui spetta stabilire il diritto particolare delle Chiese, tenendo debitamente conto però delle altre Chiese sui iuris e fermo restando il can. 40, §1.
§3. I giorni festivi di precetto comuni a tutte le Chiese orientali, oltre alle domeniche, sono il Natale del Signore nostro Gesù Cristo, l'Epifania, l'Ascensione, la Dormizione della Santa Madre di Dio Maria e i giorni dei Santi Apostoli Pietro e Paolo, salvo restando il diritto particolare della Chiesa sui iuris approvato dalla Sede Apostolica, col quale alcuni giorni festivi di precetto sono soppressi o sono trasferiti alla domenica.»
(Codice dei canoni delle Chiese orientali, can. 880)
§2. Perché i fedeli cristiani possano adempiere più facilmente questo obbligo, si stabilisce che il tempo utile decorre dai vespri della vigilia fino al termine della domenica o della festa di precetto.»
(Codice dei canoni delle Chiese orientali, can. 881)

## Chiesa latina
Le feste di precetto per i cattolici di rito latino sono stabilite in linea generale dal Codice di diritto canonico:
§2. Tuttavia la Conferenza Episcopale può, previa approvazione della Sede Apostolica, abolire o trasferire alla domenica alcuni giorni festivi di precetto.»
(Codice di diritto canonico, can. 1246)
Ordinati secondo il calendario civile, i dieci giorni di precetto (oltre alle domeniche) sono:
- 1º gennaio: Maria Santissima Madre di Dio
- 6 gennaio: Epifania
- 19 marzo: San Giuseppe[1]
- Giovedì dopo la VI domenica di Pasqua: Ascensione del Signore[2]
- Giovedì dopo la Santissima Trinità: Corpus Domini[3]
- 29 giugno: Santi Pietro e Paolo[4]
- 15 agosto: Assunzione di Maria
- 1º novembre: Tutti i Santi
- 8 dicembre: Immacolata concezione della Beata Vergine Maria
- 25 dicembre: Natività di Nostro Signore Gesù Cristo (Natale)

Nel rito romano tutte le feste di precetto sono solennità con precedenza sulla domenica eventualmente occorrente; solo le domeniche di Avvento, Quaresima e del Tempo di Pasqua hanno precedenza su queste solennità, che sono quindi trasferite ad altro giorno.

### Storia
Le feste di precetto, oltre alla domenica, erano un tempo più numerose. Nel Medioevo erano 45. Con la bolla Universa per orbem del 13 settembre 1642, papa Urbano VIII provvide a redigere un nuovo calendario delle giornate festive, fissando le feste di precetto nel numero di 35, e stabilì che ai vescovi fosse vietata l'introduzione di nuove giornate festive senza l'assenso del pontefice. Oltre alle domeniche, era stabilito il precetto festivo per il Natale (25 dicembre), la Circoncisione del Signore (1º gennaio), l'Epifania (6 gennaio), la Pasqua con i due giorni seguenti, la Pentecoste con i due giorni seguenti, l'Ascensione, il Corpus Domini, l'Invenzione della Santa Croce (3 maggio), la Purificazione della Beata Vergine Maria (2 febbraio), l'Annunciazione (25 marzo), l'Assunzione della Beata Vergine Maria (15 agosto), la Natività della Beata Vergine Maria (8 settembre), la Dedicazione di San Michele (29 settembre), la Natività di San Giovanni Battista (24 giugno), tutte le feste degli apostoli: santi Pietro e Paolo (29 giugno), sant'Andrea (30 novembre), san Giovanni evangelista (27 dicembre), san Giacomo (25 luglio), san Tommaso (21 dicembre, poi 3 luglio), santi Filippo e Giacomo Minore (1º maggio), san Bartolomeo (24 agosto), san Matteo (21 settembre), santi Simone e Giuda (28 ottobre), san Mattia (24 febbraio, poi 14 maggio) e ancora: i santi Innocenti Martiri (28 dicembre), san Lorenzo (10 agosto), san Silvestro (31 dicembre), san Giuseppe (19 marzo), sant'Anna (26 luglio), Tutti i Santi (1º novembre), santo Stefano (26 dicembre). Era pure di precetto la festa di ogni patrono principale di un regno, provincia, città e castello.
In seguito all'abolizione delle altre feste di precetto osservate fino ad allora, nacque la questione se le città e le comunità religiose fossero vincolate all'osservanza del precetto alla quale si erano obbligate per voto, il 19 aprile 1643 un decreto della Sacra Congregazione dei Riti sancì che il voto obbligava solo le persone che l'avevano fatto.  
Papa Clemente XI il 6 dicembre 1708 con il breve Commissi nobis aggiunse il precetto per la festa della Concezione della Beata Vergine Maria (8 dicembre), che era stata introdotta nel Calendario della Chiesa universale da papa Alessandro VII l'8 dicembre 1661 (bolla Sollicitudo omnium ecclesiarum). 
Papa Benedetto XIV studiò lungamente la questione delle feste di precetto, anche a seguito delle numerose suppliche che gli provenivano da diverse parti dell'Europa, acciocché le feste di precetto fossero ridotte di numero, in modo da incrementare i giorni lavorativi. Il Papa concesse infine numerosi indulti a diverse diocesi, permettendo ai fedeli di lavorare in alcuni giorni festivi, purché potessero assistere alla Messa. 
Nel 1772 papa Clemente XIV concesse altri indulti alla Baviera e a Venezia, che riducevano il numero dei giorni festivi in quei luoghi. Il vescovo di Poznań in quello stesso anno volle ridurre il numero dei giorni festivi, ma il suo popolo protestò e volle anzi celebrare le feste con maggior sfarzo. Per tutte le diocesi del Piemonte, compresa quella di Nizza, papa Pio VI abolì il precetto festivo per tutte le feste degli apostoli, eccetto quella dei santi Pietro e Paolo, per i giorni dopo Pasqua e dopo Pentecoste, per l'Invenzione della Santa Croce, i santi Innocenti Martiri, san Lorenzo, san Silvestro, san Giuseppe, sant'Anna, san Michele e santo Stefano.
Con il motu proprio Supremi disciplinae del 2 luglio 1911, papa Pio X ridusse il numero delle feste di precetto che cadevano nella settimana da 36 ad 8 (le dieci sopra riportate tranne il Corpus Domini e San Giuseppe). Tuttavia, vi furono immediatamente petizioni di vescovi per riportare le feste di San Giuseppe e del Corpus Domini alla loro datazione solita, che furono accolte con Urbis et orbis Evulgato Motu Proprio della Congregazione dei riti del 24 luglio 1911. La lista così integrata fu stabilita nel Codice di diritto canonico del 1917.
Il 28 dicembre 1919 la sacra Congregazione del Concilio specificò con il decreto Statim ac per responsum quali fossero le feste di precetto soppresse, in cui vigeva tuttavia l'obbligo di celebrare la Messa per il popolo.
In molti paesi i vescovi avevano ottenuto, già prima del pontificato di Pio X, l'approvazione della Santa Sede per ridurre il numero delle feste di precetto fra la settimana. Oggi, le conferenze episcopali hanno la facoltà di ridurre le feste di precetto rispetto a quanto previsto dal Codice di diritto canonico.
La possibilità di assolvere il precetto dopo i primi vespri della domenica o della festa fu prevista per la prima volta nel 1967 dall'istruzione Eucharisticum mysterium che concedeva ai vescovi la facoltà di stabilire per la propria diocesi la celebrazione eucaristica anticipata al vespro della vigilia. Poiché si tratta dello stesso giorno liturgico, seppure esteso rispetto al giorno solare, la locuzione "Messa prefestiva", entrata nell'uso comune, non è corretta. Tale facoltà fu applicata su richiesta dei vescovi negli anni successivi all'istruzione: ad esempio i vescovi italiani la richiesero il 16 giugno 1972 e fu poi definitivamente estesa a tutta la Chiesa d'Occidente con il Codice di diritto canonico del 1983.

## Disposizioni sulle feste di precetto in diversi paesi
Nello Stato della Città del Vaticano, ma non nel resto della diocesi di Roma, le domeniche e tutte le dieci feste previste nel canone 1246 sono considerate feste di precetto. La stessa cosa accade anche in Romania, in Indonesia e nel Canton Ticino in Svizzera. Altrove, una o più feste di precetto non sono considerate tali in seguito a deliberazioni delle conferenze episcopali.
Alcuni paesi aggiungono feste proprie alle dieci feste previste dal canone 1246. In Irlanda il giorno di San Patrizio (17 marzo) è festa di precetto. In Germania sono feste di precetto Santo Stefano (26 dicembre), il lunedì dell'Angelo e il lunedì dopo Pentecoste.
Nei paesi in cui non sono feste di precetto, tre delle dieci feste previste dal canone 1246 sono trasferite alla domenica più vicina:
- l'Epifania alla domenica che cade tra il 2 e l'8 gennaio;
- l'Ascensione del Signore alla domenica seguente;
- il Corpus Domini alla domenica seguente.

Quando queste feste sono assegnate a una domenica, non sono incluse negli elenchi seguenti delle feste di precetto osservate nelle diverse nazioni, poiché in ogni paese tutte le domeniche sono feste di precetto.
Non necessariamente le feste di precetto sono anche festività riconosciute a livello civile, anche se quest'ultima condizione è spesso un criterio per la scelta da parte della Conferenza episcopale, dal momento che facilita la presenza alla Messa festiva.
 Argentina 
- Maria Santissima Madre di Dio
- Assunzione di Maria
- Immacolata concezione della Beata Vergine Maria
- Natale

 Australia 
- Ascensione del Signore
- Assunzione di Maria
- Tutti i Santi
- Natale[24]

Se le feste dell'Assunzione di Maria e di Tutti i Santi ricorrono di sabato o di lunedì, per quell'anno il precetto è sospeso.
 Austria 
- Maria Santissima Madre di Dio
- Epifania
- Ascensione del Signore
- Corpus Domini
- Assunzione di Maria
- Tutti i Santi
- Immacolata concezione della Beata Vergine Maria
- Natale[25]

 Belgio 
- Ascensione del Signore
- Assunzione di Maria
- Tutti i Santi
- Natale

 Brasile 
- Maria Santissima Madre di Dio
- Corpus Domini
- Immacolata concezione della Beata Vergine Maria
- Natale[26]

 Brunei 
- Ascensione del Signore
- Assunzione di Maria
- Tutti i Santi
- Natale

 Canada 
- Maria Santissima Madre di Dio[27]
- Natale[24][27]

 Cile 
- Assunzione di Maria
- Tutti i Santi
- Immacolata Concezione della Beata Vergine Maria
- Natale[28]

 Cipro 
- Epifania
- Ascensione del Signore
- Assunzione di Maria
- Natale[29]

 Colombia 
- Maria Santissima Madre di Dio
- Immacolata Concezione della Beata Vergine Maria
- Natale[30]

 Croazia 
- Corpus Domini
- Assunzione di Maria
- Tutti i Santi
- Natale

 Danimarca 
- Ascensione del Signore
- Natale[31]

I Santi Pietro e Paolo e l'Assunzione di Maria sono trasferiti alla domenica successiva.
Ecuador
- Maria Santissima Madre di Dio
- Natale[33][34]

 Filippine 
- Maria Santissima Madre di Dio
- Immacolata concezione della Beata Vergine Maria
- Natale

 Finlandia 
- Maria Santissima Madre di Dio
- Epifania
- Ascensione del Signore
- Natale[35]

I Santi Pietro e Paolo e l'Assunzione di Maria sono trasferiti alla domenica successiva.
 Francia 
- Ascensione del Signore
- Assunzione di Maria
- Tutti i Santi
- Natale

 Germania 
- Maria Santissima Madre di Dio
- Lunedì dell'Angelo
- Ascensione del Signore
- Lunedì di Pentecoste
- Natale
- Santo Stefano[36]

Inoltre, alcune diocesi osservano una o più delle seguenti feste di precetto:
- Epifania
- Corpus Domini
- Assunzione di Maria
- Tutti i Santi

Le solennità di San Giuseppe, dei Santi Pietro e Paolo e l'Immacolata concezione della Beata Vergine Maria non sono feste di precetto in nessun luogo della Germania.
La Svizzera tedesca e le zone germanofone nei paesi limitrofi osservano regole simili.
 Giappone 
- Maria Santissima Madre di Dio
- Assunzione di Maria
- Natale[37][38]

 Giordania 
- Epifania
- Ascensione del Signore
- Assunzione di Maria
- Natale[29]

 Grecia 
- Maria Santissima Madre di Dio
- Epifania
- Assunzione di Maria
- Natale

Invece di essere trasferita alla domenica seguente, l'Ascensione del Signore, sebbene non sia una festa di precetto in Grecia, è mantenuta nel giovedì dopo la VI domenica di Pasqua, per essere celebrata nello stesso giorno della Chiesa ortodossa di Grecia.
 India 
- Assunzione di Maria
- Natale[39]

 Indonesia 
Sono osservate tutte le feste di precetto previste dal canone 1246 §1.
 Inghilterra e Galles 
- Epifania
- Ascensione del Signore
- Santi Pietro e Paolo
- Assunzione di Maria
- Tutti i Santi
- Natale[24][42][43]

Se i Santi Pietro e Paolo, l'Assunzione di Maria o Tutti i Santi ricorrono di sabato o di lunedì, per quell'anno il precetto è sospeso.
Se l'Epifania ricorre di sabato o di lunedì per quell'anno è trasferita alla domenica più vicina.
 Irlanda (Repubblica d'Irlanda e Irlanda del Nord) 
- Epifania
- San Patrizio (17 marzo)
- Assunzione di Maria
- Tutti i Santi
- Immacolata concezione della Beata Vergine Maria
- Natale[24][45]

 Islanda 
I Santi Pietro e Paolo e l'Assunzione di Maria sono trasferiti alla domenica successiva.
 Israele 
- Epifania
- Ascensione del Signore
- Assunzione di Maria
- Natale[29]

 Italia 
- Maria Santissima Madre di Dio
- Epifania
- Assunzione di Maria
- Tutti i Santi
- Immacolata concezione della Beata Vergine Maria
- Natale

Le aree geografiche in cui vige il rito ambrosiano presentano alcune particolarità:
- il 1º gennaio si celebra la Circoncisione del Signore, festa di precetto, mentre la solennità della Divina Maternità della Beata Vergine Maria ricorre nella la VI domenica di Avvento;
- le solennità dell'Ascensione del Signore e del Corpus Domini sono mantenute al giovedì, ma non sono considerate feste di precetto.

 Kazakistan 
- Maria Santissima Madre di Dio
- Assunzione di Maria
- Tutti i Santi
- Natale

 Libano 
- Epifania
- Ascensione del Signore
- Assunzione di Maria
- Tutti i Santi
- Immacolata concezione della Beata Vergine Maria
- Natale

 Lituania 
- Maria Santissima Madre di Dio
- Assunzione di Maria
- Tutti i Santi
- Natale[46]

La festa dell'Epifania si celebra il 6 gennaio e non è di precetto.
 Lussemburgo 
- Ascensione del Signore
- Assunzione di Maria
- Tutti i Santi
- Natale[48]

 Malaysia 
- Ascensione del Signore
- Assunzione di Maria
- Tutti i Santi
- Natale

 Malta 
- Maria Santissima Madre di Dio
- Naufragio di San Paolo (10 febbraio)
- San Giuseppe
- Santi Pietro e Paolo
- Assunzione di Maria
- Tutti i Santi
- Immacolata concezione della Beata Vergine Maria
- Natale

 Messico 
- Maria Santissima Madre di Dio
- Corpus Domini
- Nostra Signora di Guadalupe (12 dicembre)
- Natale[49]

 Nigeria 
- Ascensione del Signore
- Assunzione di Maria
- Tutti i Santi
- Natale[50]

 Norvegia 
I Santi Pietro e Paolo e l'Assunzione di Maria sono trasferiti alla domenica successiva.
 Paesi Bassi 
- Maria Santissima Madre di Dio
- Ascensione del Signore
- Assunzione di Maria
- Tutti i Santi
- Natale

 Palestina 
- Epifania
- Ascensione del Signore
- Assunzione di Maria
- Natale[29]

 Paraguay 
- Assunzione di Maria
- Immacolata Concezione della Beata Vergine Maria
- Natale[51]

 Perù 
- Santi Pietro e Paolo
- Santa Rosa da Lima (30 agosto)
- Immacolata Concezione della Beata Vergine Maria
- Tutti i Santi
- Natale[52]

 Polonia 
- Maria Santissima Madre di Dio
- Epifania
- Corpus Domini
- Assunzione di Maria
- Tutti i Santi
- Natale

 Portogallo 
- Maria Santissima Madre di Dio
- Corpus Domini
- Assunzione di Maria
- Tutti i Santi
- Immacolata Concezione della Beata Vergine Maria
- Natale[53][54]

 Repubblica Ceca 

- Maria Santissima Madre di Dio
- Natale

 Romania 

Sono osservate tutte le feste di precetto previste dal canone 1246 §1.
 Ruanda 
La festa di Tutti i Santi è trasferita alla I domenica di novembre. Se la I domenica di novembre cade il giorno 2, la Commemorazione di tutti i fedeli defunti è traslata al giorno successivo.
 Scozia 

- Ascensione del Signore
- Santi Pietro e Paolo
- Assunzione di Maria
- Tutti i Santi
- Natale

Se le feste dei Santi Pietro Apostolo e dell'Assunzione di Maria cadono di sabato o di lunedì, sono trasferiti alla domenica più vicina. Se la festa di Tutti i Santi cade di sabato è trasferita alla domenica seguente.
 Singapore 
- Ascensione del Signore
- Assunzione di Maria
- Tutti i Santi
- Natale

 Slovacchia 

- Maria Santissima Madre di Dio
- Epifania
- Ascensione del Signore
- Corpus Domini
- Santi Pietro e Paolo
- Assunzione di Maria
- Tutti i Santi
- Immacolata concezione della Beata Vergine Maria
- Natale

 Slovenia 

- Corpus Domini
- Assunzione di Maria
- Tutti i Santi
- Natale

 Spagna 
- Maria Santissima Madre di Dio
- Epifania
- San Giuseppe
- San Giacomo (25 luglio)
- Assunzione di Maria
- Tutti i Santi
- Immacolata Concezione della Beata Vergine Maria
- Natale[62]

Nell'arcidiocesi di Madrid è di precetto anche la festa di Sant'Isidoro (15 maggio).
 Stati Uniti d'America 

- Maria Santissima Madre di Dio
- Ascensione del Signore
- Assunzione di Maria
- Tutti i Santi
- Immacolata Concezione della Beata Vergine Maria
- Natale

L'Ascensione del Signore è festa di precetto solo nelle province ecclesiastiche di Boston, Filadelfia, Hartford, New York, Newark e Omaha. Nelle altre province ecclesiastiche l'Ascensione del Signore è trasferita alla domenica seguente.
Quando le solennità di Maria Santissima Madre di Dio, dell'Assunzione di Maria o di Tutti i Santi cadono di sabato o di lunedì, non si osserva il precetto.
Nelle Hawaii, il vescovo di Honolulu, con indulto della Santa Sede ha stabilito che le uniche feste di precetto infrasettimanali siano l'Immacolata Concezione e Natale.
 Sudafrica 
- Natale[66]

L'Ascensione del Signore e l'Assunzione di Maria sono trasferiti alla domenica successiva.
 Svezia 
I Santi Pietro e Paolo e l'Assunzione di Maria sono trasferiti alla domenica successiva.
 Thailandia 
- Natale

Sono trasferite alla domenica seguente, oltre all'Epifania, all'Ascensione e al Corpus Domini, anche l'Assunzione di Maria, i Santi Pietro e Paolo e Tutti i Santi.
 Trinidad e Tobago 
- Maria Santissima Madre di Dio
- Corpus Domini
- Natale[69]

 Turchia 
La festa dell'Ascensione è trasferita alla VII domenica di Pasqua.
 Uganda 
- Maria Santissima Madre di Dio
- Assunzione di Maria
- Tutti i Santi
- Immacolata concezione
- Natale[71]

 Ungheria 

- Maria Santissima Madre di Dio
- Epifania (dal 2014)
- Assunzione di Maria
- Tutti i Santi (dal 2014)
- Natale

 Uruguay 
- Epifania
- Immacolata concezione della Beata Vergine Maria
- Natale[73]

 Venezuela 
- Maria Santissima Madre di Dio
- Natale[74]

 Vicariato apostolico dell'Arabia meridionale 
Nel vicariato apostolico dell'Arabia meridionale, che si estende negli Emirati Arabi Uniti, in Oman e in Yemen il precetto domenicale può essere osservato il venerdì (con la vigilia prefestiva) oppure la domenica (con la vigilia prefestiva). Le messe feriali del venerdì non vengono mai celebrate.